# Dichiarazione di San Pietroburgo
La dichiarazione di San Pietroburgo, detta anche convenzione di San Pietroburgo, fu un trattato internazionale stipulato l'11 dicembre 1868 a San Pietroburgo nell'Impero russo, che aveva ad oggetto il divieto di impiego di granate di peso al di sotto dei 400 grammi.
L'iniziativa venne dallo zar Alessandro II. Con questa dichiarazione si giunse per la prima volta nella storia militare e in quella del diritto ad una limitazione contrattuale vincolante nella scelta dei mezzi per condurre una guerra.

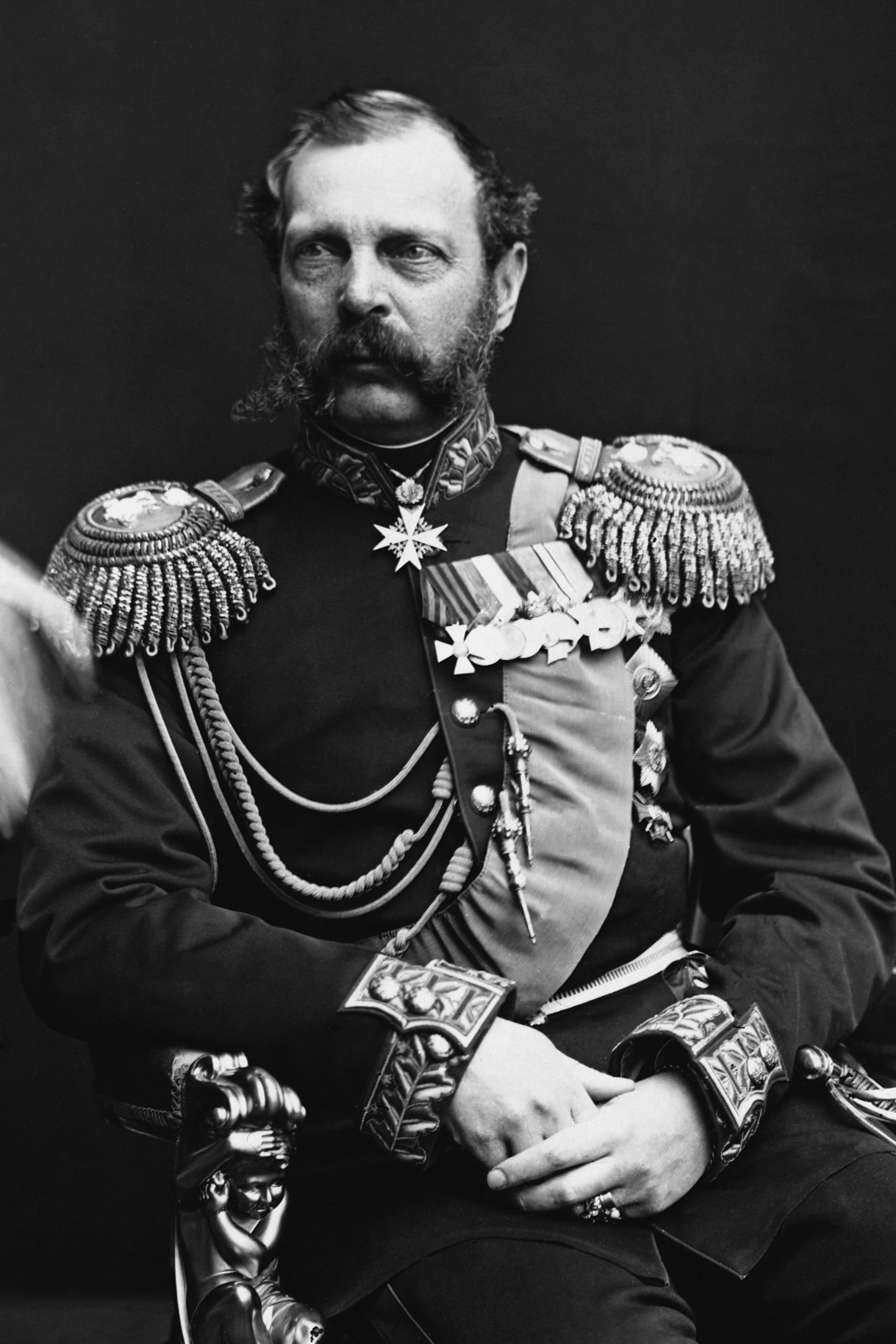
Alessandro II di Russia

## Storia
Alla base dell'iniziativa di Alessandro II vi fu lo sviluppo con successo, da parte dei tecnici militari russi nel 1863, di proiettili che esplodevano al contatto di una superficie dura. Quattro anni più tardi questa tecnologia, originalmente prevista per il combattimento contro i trasporti di munizioni, fu così modificata, che riusciva già a provocare un'esplosione all'impatto con strutture più deboli.
Poiché un mirato o non intenzionale impiego di piccoli proiettili esplosivi di questo tipo contro le persone avrebbe condotto a ferite gravi, il governo russo propose alla comunità internazionale la rinuncia a questo tipo di munizioni.
Su invito russo si giunse a un congresso a San Pietroburgo con i rappresentanti di tutti gli stati europei e altri, nel cui quadro la "Dichiarazione riguardante il non impiego delle granate in guerra" fu approvata e sottoscritta da: Impero austro-ungarico, Regno di Baviera, Belgio, Danimarca, Secondo Impero francese, Regno di Grecia,  Regno d'Italia, Paesi Bassi, Persia, Regno del Portogallo, Regno di Prussia e Confederazione Tedesca del Nord, Unione personale di Svezia e Norvegia, Svizzera, Impero ottomano, Regno Unito di Gran Bretagna e Irlanda e Regno di Württemberg. Il Granducato di Baden e l'Impero del Brasile vi aderirono l'anno successivo.
Il principio formulato contrattualmente per la prima volta attraverso la Dichiarazione di San Pietroburgo, che limita la scelta dei mezzi per condurre una guerra e che vieta l'impiego di armi, che arrecano inutili sofferenze, venne successivamente ampliato e perfezionato in contratti di diritto internazionale. 